# Leo Smit
Leo Smit (14 de maio de 1900 - 30 de abril de 1943) foi um compositor e pianista holandês, de ascendência judaico-Português, morto durante o Holocausto.
Leopoldo (Leo), Smit, nasceu em Amesterdão, e estudou composição e piano no Conservatório de Amsterdão, com Sem Dresden (1881-1957) compositor holandês e piano com Ulfert Schults, graduando-se cum laude em composição.
Influenciado por Claude Debussy e Albert Roussel, Smit compôs obra para orquestra e música de câmara. Suas obras tornaram-se conhecidas em finais da década de 1980.
Faleceu em Sobibor um campo de extermínio nazi, localizado na Polónia.

## Obras
- 33 cantos sobre poemas de Emily Dickinson
- Sexteto para flauta, oboé, clarinete, fagote, corne inglês e piano
- Quinteto para flauta, violino, viola, violoncelo e harpa
- Dueto para oboé e violoncelo
- Trio para clarinete, viola e piano
- Concerto para contralto e orquestra de cordas (1940)